# Myxilla incrustans
Espèce
La myxille encroûtante (Myxilla incrustans) est une espèce d'éponge de la famille des  Myxillidés.
C'est une espèce commune en Mer Blanche à des profondeurs de 15 à 25 mètres

## Durée de vie
Elle a été estimée à 4 ans environ.

## Reproduction
L'espèce est vivipare. La reproduction est déclenchée par les variations de température de l'eau. 
La contribution du métabolisme de l'éponge à son effort de reproduction semble relativement faible (par rapport à d'autres espèces) ; seulement 7,3 % de la masse tissulaire de l'éponge contribue à la reproduction (à comparer à d'autres espèces d'éponges vivant dans le même milieu comme Halisarca dujardini (Halisaalrcida) ou Iophon piceus (Poecilosclerida) qui consacrent respectivement 12 et 69 % de leurs tissus à la reproduction. Dans les eaux froides où elle est présente elle fait partie du groupe (les éponges de mer) qui dominent la communauté benthique (ex : en Mer de Barents, les éponges constituent 54 % de la biomasse totale).